# Daan Meijers
Daan Meijers (Tilburg, 11 april 1991) is een Nederlands voormalig wielrenner die in 2017 zijn carrière afsloot bij Delta Cycling Rotterdam. Zijn jongere broer Jeroen is ook wielrenner.

## Carrière
In 2012 sprintte Meijers, achter Jesper Asselman, naar de tweede plek in de sprint van de eerste achtervolgende groep in de Arno Wallaard Memorial. Dylan van Baarle was zes seconden eerder al als winnaar over de streep gekomen. Een jaar later sprintte hij, achter zijn broer Jeroen, naar de tweede plek in de eerste rit in lijn van de Carpathian Couriers Race. Een dag later nam hij de leiderstrui over van zijn broer. Na de derde etappe moest hij de leidende positie afstaan aan Stefan Poutsma, die de etappekoers uiteindelijk op zijn naam zou schrijven. Daan Meijers werd tweede, zijn broer derde.
In 2016 behaalde Meijers zijn eerste UCI-zege toen hij in de Kernen Omloop Echt-Susteren de sprint van een kleine groep wist te winnen, voor Nathan Van Hooydonck en Jan-Willem van Schip. Een jaar later reed hij in de finale van de zevende etappe van de An Post Rás samen met Van Schip weg uit de kopgroep, waarna Meijers de zege greep. Door zijn zege nam hij de puntentrui over van Dennis Bakker. Zijn leiding in het puntenklassement verdedigde hij in de laatste etappe met succes, waardoor hij Aaron Gate opvolgde op de erelijst. In juni werd Meijers twintigste in de wegwedstrijd tijdens de nationale kampioenschappen. Aan het eind van het seizoen beëindigde hij zijn carrière.

## Overwinningen
2016
Kernen Omloop Echt-Susteren
2017
7e etappe An Post Rás
Puntenklassement An Post Rás

## Ploegen
- 2013 –  Cyclingteam Jo Piels
- 2015 –  Cyclingteam Join-S|De Rijke
- 2016 –  Cyclingteam Join-S|De Rijke
- 2017 –  Delta Cycling Rotterdam